# هلی‌اسپورت سی‌اچ۷۷
هلی‌اسپورت سی‌اچ۷۷ رانابوت (به انگلیسی: Heli-Sport CH77 Ranabot) یک بالگرد ایتالیایی بسیار سبک است که در شهر تورین تولید می‌شود. سی‌اچ۷۷ در کلاس ۶ اروپایی قرار دارد که متعلق به بالگردهای میکرولایت (بسیار سبک) می‌باشد. این بالگرد دارای یک موتور چهارزمانهٔ روتکس ۹۱۴ آب‌خنک هواخنک است که ۱۳۰ اسب بخار نیرو تولید می‌کند.

## مشخصات
داده‌ها از Tacke and manufacturer
ویژگی‌های عمومی
- خدمه: one
- ظرفیت: one passenger
- طول: ۷٫۲۴۰ متر (۲۳ فوت ۹ اینچ)
- ارتفاع: ۲٫۴۷۰ متر (۸ فوت ۱ اینچ)
- وزن خالی: ۲۸۰ کیلوگرم (۶۱۷ پوند)
- وزن ناخالص: ۵۰۰ کیلوگرم (۱٬۱۰۲ پوند)
- ظرفیت سوخت: ۶۶ لیتر (۱۵ گالون بریتانیایی؛ ۱۷ گالون آمریکایی) (one ۳۳٫۵ لیتر (۷٫۴ گالون بریتانیایی؛ ۸٫۸ گالون آمریکایی) tank and one ۳۲٫۵ لیتر (۷٫۱ گالون بریتانیایی؛ ۸٫۶ گالون آمریکایی) aux tank)
- پیشرانه: ۱ عدد four cylinder, liquid and air-cooled, four stroke aircraft engine, tuned and balanced by EPA Power Rotax 914, ۹۷ کیلووات (۱۳۰ اسب بخار)
- قطر روتور اصلی:  ۶٫۲۸ متر (۲۰ فوت ۷ اینچ)
- مساحت روتور اصلی: ۳۱ متر مربع (۳۳۰ فوت مربع)

عملکرد
- حداکثر سرعت: ۲۰۹ کیلومتر بر ساعت (۱۳۰ مایل بر ساعت، ۱۱۳ گره)
- سرعت کروز: ۱۶۰ کیلومتر بر ساعت (۹۹ مایل بر ساعت، ۸۶ گره)
- بیشینه سرعت مجاز: ۲۰۹ کیلومتر بر ساعت (۱۳۰ مایل بر ساعت، ۱۱۳ گره)
- بُرد: ۴۸۰ کیلومتر (۳۰۰ مایل، ۲۶۰ مایل دریایی)
- مداومت پروازی: 3 hours
- حداکثر ارتفاع: ۴٬۸۰۰ متر (۱۵٬۷۰۰ فوت)
- نرخ صعود: ۷ متر بر ثانیه (۱٬۴۰۰ فوت بر دقیقه)
- بارگیری دیسک: ۱۶ کیلوگرم بر متر مربع (۳٫۳ پوند بر فوت مربع)